# Steve Alpern
Steve Alpern é um matemático britânico, professor de pesquisa operacional na Universidade de Warwick.
Obteve um doutorado em orientado por Peter Lax.